# 北原兼正
北原 兼正（きたはら かねまさ）は、戦国時代の武士。北原氏の家臣。

## 略歴
北原が姓であるが、その庶流であるかは不明。横川の地頭職及び横川城主を務めた。
永禄2年（1559年）、北原氏の家督と領地が伊東義祐に事実上簒奪されると、3年後の永禄5年（1562年）、北原旧臣の白坂下総介が北原家の再興を画策、守護・島津貴久に協力を依頼する。更にこれへ北郷時久・相良義陽が助勢したことにより、北原兼親を当主に北原家は再興され、飯野側の北原旧臣である白坂兼頼（後の白坂昌棟）や大河平隆利らは、挙って兼親に従った。
しかし、兼正のみは従わず、島津貴久の再三の説得にも耳を貸さなかった。そのため、貴久は自らの三男である島津歳久を大将に任じて、横川城を攻撃させる。兼正は進退窮まり嫡子・新助と共に自害し、城も落城した。次男・又八郎は落ち延び伊東家臣となったようで、元亀3年（1572年）の木崎原の戦いに伊東方として出陣し戦死している。